# دار الطباعة الأمريكية للمكفوفين
دار الطباعة الأمريكية للمكفوفين ( APH ) هي مؤسسة أمريكية غير هادفة للربح في لويزفيل ، كنتاكي ، الولايات المتحدة . تعمل على تعزيز العيش المستقل للأشخاص المكفوفين وضعاف البصر . على مدار أكثر من 150 عامًا ، ابتكرت منتجات وخدمات فريدة لدعم جميع جوانب الحياة اليومية دون رؤية.

## روابط خارجية
- الموقع الرسمي
- متحف دار الطباعة الأمريكية للمكفوفين